# Гън
Гън (棍) e китайски боен прът, едно от четирите важни оръжия, наречени „предци на всички оръжия“. Другите са чианг (копие), дао (сабя) и чиен (меч).

## Устройство и варианти
Има няколко вида гън, между които:
- Маймунски прът (китайски: 猴棍)
- Бианган (китайски: 鞭杆)
- Прът "луд дявол" (опростен китайски: 疯魔棍; традиционен китайски: 瘋魔棍)
- Тианг прът (опростен китайски: 天齐棍; традиционен китайски: 天齊棍)
- Прът на петте тигъра и на стада от кози (китайски: 五虎群羊棍)
- Нунджаку (опростен китайски: 二节棍; традиционен китайски: 雙節棍; буквален превод „прът от две части“)
- Тайджи прът на тринадесетте (опростен китайски: 太极十三秆; традиционен китайски: 太極十三杆)
- Тайджи четвъртпрът (опростен китайски: 太极大秆; традиционен китайски: 太極大杆)
- Тайджи (опростен китайски: 太极棍; традиционен китайски: 太極棍)
- Прът на осемте феи (китайски: 八仙棍)
- Млатило (опростен китайски: 梿枷; традиционен китайски: 槤枷)

В днешни дни за упражнение и за състезания обикновено се използват байлаган (опростен китайски: 白栏杆; традиционен китайски: 白欄杆) и нангън (китайски: 南棍).
Единият край (основата) на оръжието е по-дебел от другия (върха). Идеалната дължина на оръжието е равна на височината на боеца. Традиционният материал за направата на гън е восъчно дърво (Ligustrum lucidum) или ратан, а не бамбук, както много хора мислят. Восъчното дърво е здраво и гъвкаво, което го прави идеален материал за гън. Съвременните версии на оръжието могат да съдържат метални и гумени части.

## Галерия
- Движения при използването на оръжието.
- Салто с гън
- Гън
- Друг състезател с гън